# مقياس الجهد الانزلاقي

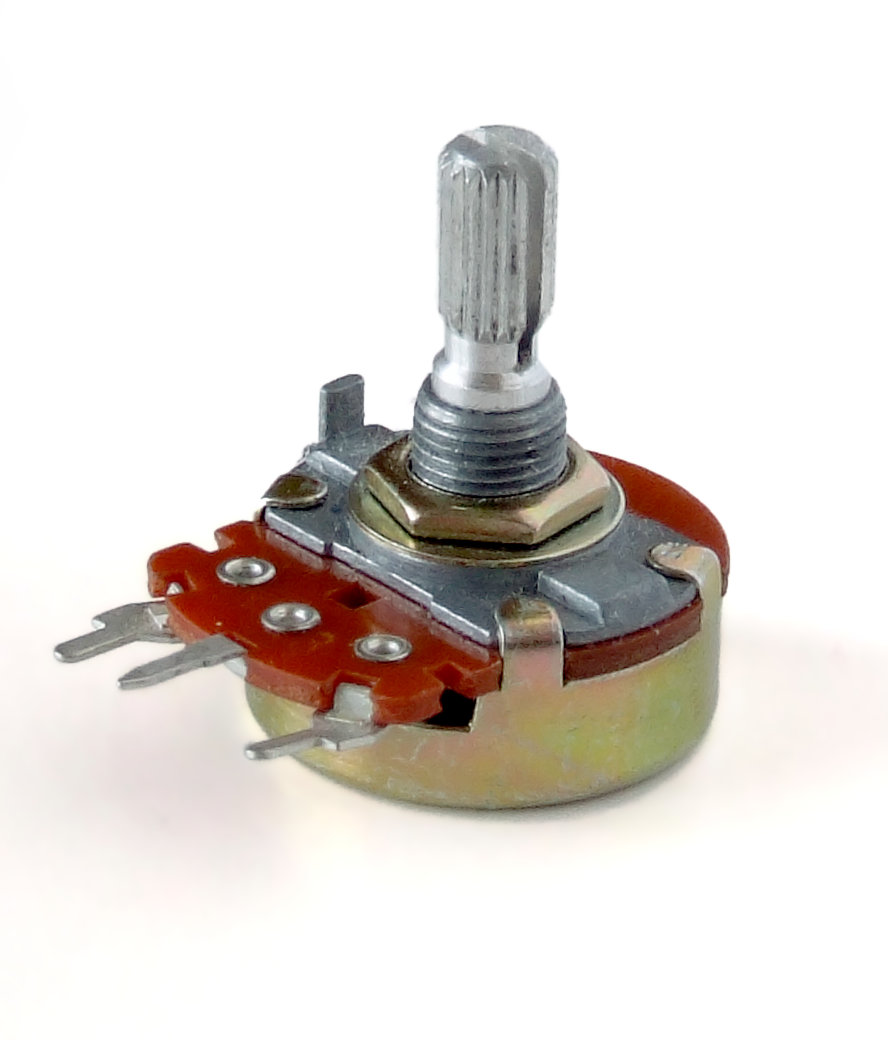
مقياس الجهد الانزلاقي

مقياس الجهد الانزلاقي (بالإنجليزية: Potentiometer) هو مقاومة ذات ثلاث أطراف وتعمل كمجزئ للجهد ،وفي حالة استخدام طرفين اثنين منهم ، أحدهما ثابت والأخر منزلق متحرك ، فهو يعمل كمقاومة متغيرة أو ريوستات. وتستعمل مقياس الجهد الانزلاقي كثيرا في الأجهزة الكهربائية ، مثل مفتاح ضبط شدة الصوت في المذياع. ومن تلك الأجهزة ما يعمل كمبدل للحركة وتبديلها إلى إشارات كهربائية ، مثل الجويستيك عصا تحكم الألعاب في ألعاب الكمبيوتر.

## طريقة العمل

مقياس الجهد الانزلاقي وهو موصل بحمل Load أو مستهلك مقاومتة.

يمكن استخدام مقياس الجهد كمجزئ للجهد بغرض ضبط الجهد الخارج ، وهذا هو أهم استخدام له.
ويمكن حساب الجهد عبر المقاومة {\displaystyle R_{\mathrm {L} }} بالمعادلة:
{\displaystyle V_{\mathrm {L} }={R_{2}R_{\mathrm {L} } \over R_{1}R_{\mathrm {L} }+R_{2}R_{\mathrm {L} }+R_{1}R_{2}}\cdot V_{s}.}
فإذا كانت {\displaystyle R_{\mathrm {L} }} كبيرة بالمقارنة بالمقاومات الأخرى ، فيمكن حساب الجهد الخارج بالتقريب من المعادلة المبسطة :
{\displaystyle V_{\mathrm {L} }={R_{2} \over R_{1}+R_{2}}\cdot V_{s}.}
وعلى سبيل المثال ، نفرض أن :
{\displaystyle V_{\mathrm {S} }=10\ \mathrm {V} }, {\displaystyle R_{1}=1\ \mathrm {k\Omega } }, {\displaystyle R_{2}=2\ \mathrm {k\Omega } }, and {\displaystyle R_{\mathrm {L} }=100\ \mathrm {k\Omega } .}
وبما أن مقاومة الحمل كبيرة بالنسبة للمقاومتين الاخريين، يمكن كتابة الجهد الخارج بالتقريب {\displaystyle V_{\mathrm {L} }}
{\displaystyle {2\ \mathrm {k\Omega }  \over 1\ \mathrm {k\Omega } +2\ \mathrm {k\Omega } }\cdot 10\ \mathrm {V} ={2 \over 3}\cdot 10\ \mathrm {V} \approx 6.667\ \mathrm {V} .}
ويبلغ الجهد الخارج أقل قليلا بسبب عدم حسابنا لمقاومة الحمل {\displaystyle R_{\mathrm {L} }} ، نحو :
≈ 6.623 V.
" />

## معرض صور

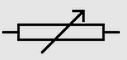
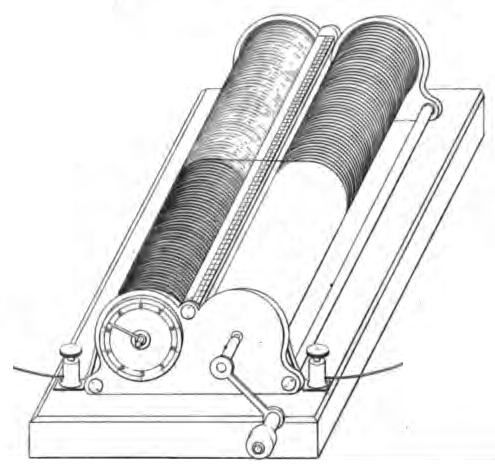
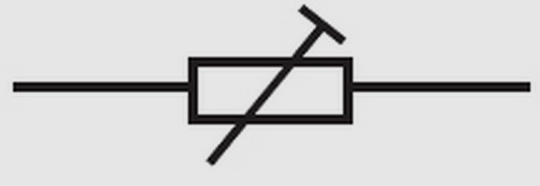
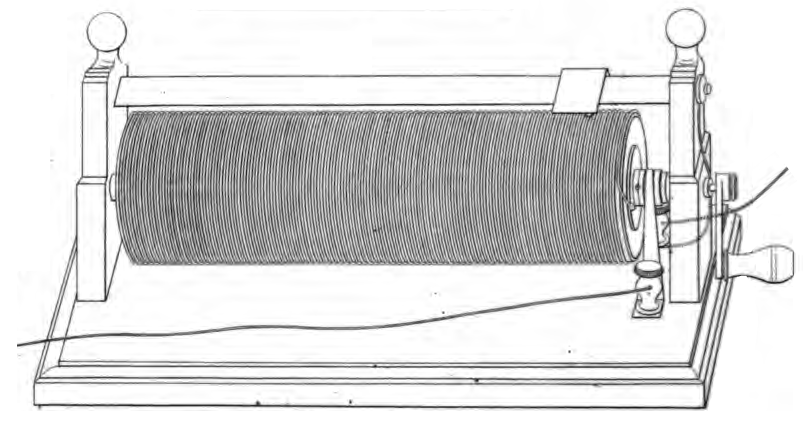

## اقرأ أيضا
- مجزئ الجهد
- مقاومة متغيرة رقمية